# Carta d'identità albanese
La Carta d'identità albanese (Letërnjoftimi) è un documento di riconoscimento che viene rilasciato dalle autorità albanesi ai propri cittadini. Serve per provare l'identità, la cittadinanza e la residenza dei cittadini albanesi e in alcuni casi anche come documento di viaggio all'estero. Il formato attuale è elettronico e biometrico.

## Storia
L'Albania non emetteva carte d'identità per i propri cittadini dal 1991, anno del cambiamento del sistema politico. Per ben 18 anni, in mancanza di tale documento, i cittadini erano costretti a procurare certificati di nascita con foto. Ciò causava perdite di tempo e l'obbligo che per ogni atto pubblico dovevano presentare un nuovo certificato.
Finalmente a partire dal 2007, in collaborazione con l'OCSE, è stata resa possibile la registrazione elettronica della popolazione in un database centrale. Dopo di che, le autorità albanesi hanno istituito una gara d'appalto internazionale per determinare la società che doveva produrre le carte di identità. La gara è stata vinta dalla società francese Sagem Sécurité (Morfo, Safran Group).
Il processo del rilascio delle carte d'identità è partito il 12 gennaio 2009. Questi documenti sono di una elevata qualità e precisione poiché si basano sul registro nazionale unico e centralizzato dei cittadini in forma elettronica. Tale registro è on-line per l'immissione dei dati e l'uso da parte di tutti gli Uffici di Stato Civile in tutto il territorio albanese, ma il centro di lavorazione e sviluppo è a Tirana. Su questo registro si basa anche il nuovo sistema di indirizzi e la ripartizione territoriale dell'Albania. 
Nella carta sarà stampato anche un numero che identificherà la persona in modo univoco nei confronti della Pubblica Amministrazione in materia fiscale, di sanità, di previdenza sociale, ecc.

## Caratteristiche
La carta d'identità albanese è elettronica e biometrica. È di plastica e ha il formato di una carta di credito. Nella parte frontale si trova l'immagine digitale che si replica anche lateralmente e i dati sono espressi in albanese e inglese: cognome, nome, nazionalità, luogo e data di nascita, data di rilascio e scadenza, autorità di emissione, firma digitale del titolare, il numero della carta, il sesso e il numero personale. Sull'immagine è applicata anche una microstampa olografica. Sul retro della carta è stampato un testo alfanumerico che rende la carta leggibile anche con un lettore ottico. Il microchip integrato nella scheda e visibile sul retro, contiene elementi biometrici come le impronte digitali del possessore, l'immagine, la firma, ecc. La carta ha una validità di 10 anni ed è obbligatoria per i cittadini sopra i 16 anni . La procedura con la quale si ottiene la carta si effettua in modo veloce e integrato di fronte all'impiegato dell'ufficio anagrafe (identificazione, foto, rilevamento impronte e firma digitale); questo rende il documento affidabile e sicuro.

## Come ottenerla
Bisogna pagare all'ufficio postale la somma di 1.500 lek (circa €10,71) e ci si reca all'ufficio dello Stato Civile del proprio Comune dove la persona viene fotografata e le vengono rilevate le impronte digitali. Tutto con macchine fotografiche digitali e scanner, quindi senza l'uso d'inchiostro. Dopo 15 giorni circa, si ritorna personalmente per ritirare la carta che ha bisogno di essere attivata tenendo il dito premuto su un dispositivo che identifica l'impronta con quella immagazzinata nel microchip.

## Carta d'Identità come documento di viaggio
Paesi dove è possibile entrare mostrando solo la carta d'identità albanese:  
- Kosovo
- Montenegro
- Macedonia del Nord
- Serbia
- Bosnia ed Erzegovina